# چاه برز
چاه برز یک روستا در ایران است که در شهرستان سیرجان واقع شده‌است.